# Bolboceras bicarinatum
Bolboceras bicarinatum är en skalbaggsart som beskrevs av John Obadiah Westwood 1852. Bolboceras bicarinatum ingår i släktet Bolboceras och familjen Bolboceratidae. Inga underarter finns listade.